# Comuna Hreadî, Ivanîci
Hreadî (în ucraineană Гряди) este o comună în raionul Ivanîci, regiunea Volînia, Ucraina, formată din satele Hreadî (reședința), Hreniv, Kropîvșciîna, Nîzkînîci și Tîșkovîci.

## Demografie
Componența lingvistică a satului Hreadî
     Ucraineană (98,79%)
     Rusă (1,06%)
     Alte limbi (0,11%)
Conform recensământului din 2001, majoritatea populației satului Hreadî era vorbitoare de ucraineană (98,79%), existând în minoritate și vorbitori de rusă (1,06%).